# Libna
Libna je naselje v Občini Krško.